# بخش گوئره
بخش گوئره (به فرانسوی: Arrondissement de Guéret) یک بخش در فرانسه است که در کروز واقع شده‌است.